# Martin Beck (Politiker)

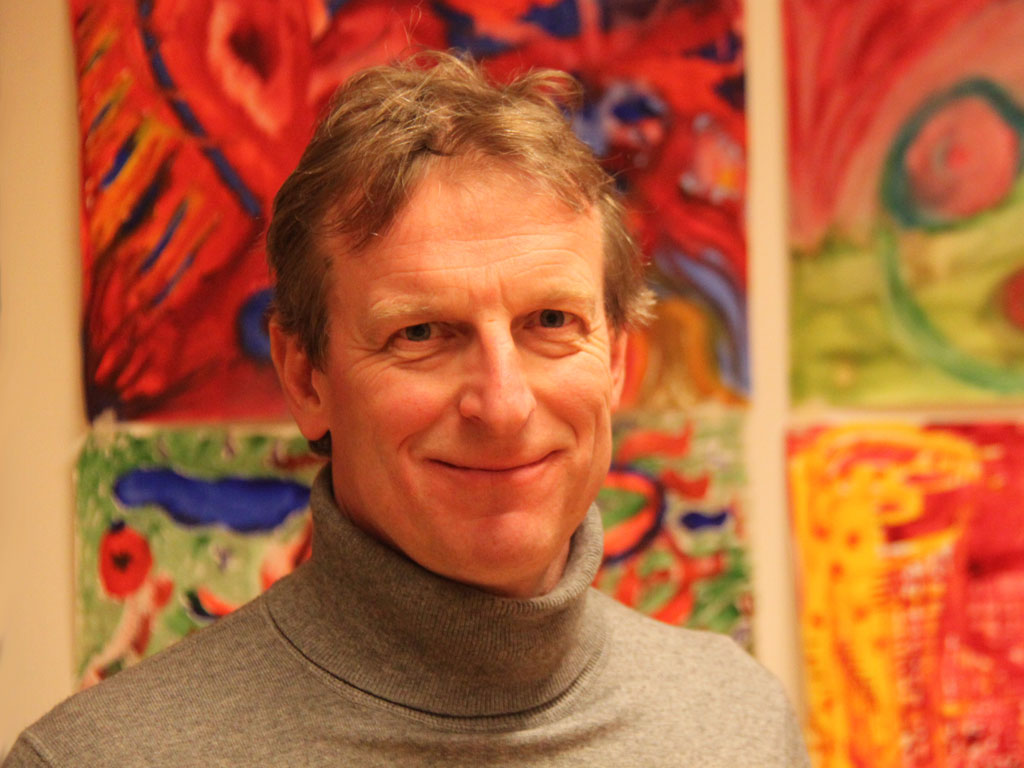
Martin Beck 2014

Martin Beck (* 1. November 1958 in Berlin-Hohenschönhausen) ist ein deutscher Politiker (Bündnis 90/Die Grünen).

## Leben
Nach seinem Abitur am Weddinger Lessing-Gymnasium wurde Beck Diplom-Verwaltungswirt (FH) und Sachbearbeiter bei der Bundesversicherungsanstalt für Angestellte (BfA). Danach studierte er Politikwissenschaften in Berlin und Rom.

## Berufliche und politische Tätigkeit
Neben seinen beruflichen Tätigkeiten, u. a. als Projektmanager, Berater und Coach im sozialen Bereich und in der Jugendhilfe, engagierte sich Martin Beck politisch und ist seit 1993 Mitglied der Partei Bündnis 90/Die Grünen. Von 1995 bis 2006 war er Bezirksverordneter in Wedding und in Mitte und dort unter anderem Fraktionsvorsitzender, Vorsitzender des Ausschusses für Soziales und Gesundheit sowie Mitglied des Jugendhilfeausschusses sowie des Haupt- und Wirtschaftsausschusses.
Bei der Wahl 2011 kandidierte er für den Wahlkreis 4 in Mitte und erhielt ein Mandat für Bündnis 90/Die Grünen im Abgeordnetenhaus von Berlin über die Landesliste. Er war dort Sprecher für Soziales mit den Schwerpunktthemen Armut, Wohnungslosigkeit und Sozialraumorientierung. Zudem war er Sprecher für Sportpolitik, wobei er sich insbesondere für die Berliner Sportvereine, den Erhalt von Sportflächen sowie die Berücksichtigung ökologischer Aspekte bei der Organisation von Großveranstaltungen einsetzte. 2013 wurde Martin Beck zum Vorsitzenden des neu gegründeten Ausschusses für bürgerschaftliches Engagement gewählt. Sein Abgeordnetenmandat legte er im August 2014 nieder, da er vom Humanistischen Verband Deutschlands, Landesverband Berlin-Brandenburg e.V. zum Vorstandsvorsitzenden bestellt wurde. Für ihn rückte Notker Schweikhardt ins Abgeordnetenhaus nach.

## Gesellschaftliches Engagement
Über seine Abgeordnetentätigkeit hinaus war er Mitglied im Präsidium des Landesverbands Berlin/Brandenburg des Humanistischen Verbands Deutschland, Mitglied im Kuratorium der Landeszentrale für politische Bildung sowie stellvertretendes Mitglied im Kuratorium des Lette-Vereins. Weitere Mitgliedschaften bestehen im Förderverein des Labyrinth Kindesmuseums Berlin, der Frankfurter Arbeitsloseninitiative e.V., bei Hertha BSC e.V., im Verein der Freundinnen und Freunde des Otto-Suhr-Instituts e.V., des Weddinger Heimatvereins e.V., der Stadtteilgenossenschaft Wedding für wohnortnahe Dienstleistungen eG, der Berliner Bau- und Wohnungsgenossenschaft von 1892 eG sowie des TSV Berlin-Wedding 1862 e.V.